# William Grüner
William Grüner, född 6 maj 1888 i Stockholm, död 15 februari 1961 i Huddinge, var en svensk friidrottare (långdistanslöpare). Han tävlade för Fredrikshofs IF och vann SM-guld i maratonlöpning år 1923. Vid OS i Stockholm 1912 utgick han ur maratonloppet medan kom på 28:e plats på sträckan vid OS i Antwerpen 1920.